# گهورا گلی
گهورا گلی (به انگلیسی: Ghora Gali) یک منطقهٔ مسکونی در پاکستان است که در ناحیه راولپندی واقع شده‌است. گهورا گلی ۱۴٬۴۱۰ نفر جمعیت دارد.